# Finski zaljev
Finski zaljev (finski: Suomenlahti; ruski: Финский залив, Finskii zaliv; švedski: Finska viken; estonski: Soome laht) je zaljev na istočnoj strani Baltičkog mora. Nalazi se između Finske na sjeveru, Estonije na jugu i Rusije na istoku na zapadu je povezan s Baltičkim morem. Površina zaljeva iznosi 30.000 km2, dugačak je 400 km, a širok od 70 do 130 km.

## Galerija
- Obala u blizini Saint Petersburga
- Otok Ryssänsaari kod Helsinkija
- Pogled na zaljev iz Tallinna
- Ribari u Finskom zaljevu
- Kronštat zimi
- Panorama rijeke Neve
- Pogled na otoke Hogland i Kotka

## Vanjske poveznice
|  | Zajednički poslužitelj ima još gradiva o temi Finski zaljev |

ESA satelitske snimke Finskog zaljeva